# IC 1278
IC 1278 bezeichnet im Index-Katalog 4 bis 5 scheinbar dicht beieinander liegende Sterne im Sternbild Herkules. Der Katalogeintrag geht auf eine Beobachtung des Astronomen Guillaume Bigourdan am 31. August 1888 zurück.